# Megalopta boliviensis
Megalopta boliviensis là một loài Hymenoptera trong họ Halictidae. Loài này được Friese mô tả khoa học năm 1926.